# ماد (مجارستان)
ماد (به مجاری:  Mád) یک منطقهٔ مسکونی در مجارستان است که در ناحیه سرنچ واقع شده‌است.

## خواهرخوانده
شهر بیستریتسه ناد پرنشتینم خواهرخواندهٔ ماد (مجارستان) هست.